# Кінний портрет
Кінний портрет — вид парадного портрета, в композиції якого портретована особа зображується верхи на коні.
У європейському живопису кінний портрет склався в XVI ст., в епоху Ренесансу, коли були напрацьовані канонічні форми цього виду портрета. Кінний портрет отримав значне поширення в XVII ст. в мистецтві бароко. Кінними зображувалися здебільшого володарі (монархи) та воєначальники-переможці, які поставали перед звичайним глядачем недосяжними героями.
Вершник, як правило, зображувався на гарцюючому (здибленому) коні.
Одним з найвідоміших таких романтизованих образів є надзвичайно популярний для свого часу портрет першого консула Бонапарта на перевалі Сен-Бернар (1800) пензля Жака-Луї Давіда, п'ять версій цієї картини написав він сам, а ще декілька її копій створили інші художники (Жан-Батіст Мозес, Жорж Руже та ін.).